# Boschi e colonie di chirotteri di Staffarda
Boschi e colonie di chirotteri di Staffarda este o arie protejată (sit de importanță comunitară — SCI) din Italia întinsă pe o suprafață de 666 ha, integral pe uscat.

## Localizare
Centrul sitului Boschi e colonie di chirotteri di Staffarda este situat la coordonatele 44°43′05″N 7°26′17″E / 44.718°N 7.438°E.

## Înființare
Situl Boschi e colonie di chirotteri di Staffarda a fost declarat sit de importanță comunitară în mai 2017 pentru a proteja 23 de specii de animale.

## Biodiversitate
Situată în ecoregiunea continentală, aria protejată conține 6 habitate naturale: Păduri de stejar sau de stejar și carpen sub-atlantice și medio-europene de Carpinion betuli, Liziere de ierburi înalte hidrofile de câmpie și de nivel montan până la alpin, Cursuri de apă de la nivel de câmpie la nivel montan, cu vegetație Ranunculion fluitantis și Callitricho-Batrachion, Lacuri eutrofice naturale cu vegetație de tip Magnopotamion sau Hydrocharition, Ape stătătoare oligotrofe până la mezotrofe, cu vegetație de Littorelletea uniflorae și/sau de Isoëto-Nanojuncetea, Păduri aluvionare cu Alnus glutinosa și Fraxinus excelsior (Alno-Padion, Alnion incanae, Salicion albae).
La baza desemnării sitului se află mai multe specii protejate:
- păsări (15): pescăruș albastru (Alcedo atthis), stârc roșu (Ardea purpurea), bătăuș (Calidris pugnax), barză albă (Ciconia ciconia), barză neagră (Ciconia nigra), erete de stuf (Circus aeruginosus), erete vânăt (Circus cyaneus), dumbrăveancă (Coracias garrulus), ciocănitoare neagră (Dryocopus martius), egretă mică (Egretta garzetta), cocor (Grus grus), piciorong (Himantopus himantopus), sfrâncioc roșiatic (Lanius collurio), stârc de noapte (Nycticorax nycticorax), Perdix perdix italica
- amfibieni (1): Triturus carnifex
- mamifere (3): liliac cu urechi de șoarece (Myotis blythii), liliac cărămiziu (Myotis emarginatus), liliac comun (Myotis myotis)
- nevertebrate (2): rădașcă (Lucanus cervus), Vertigo moulinsiana
- pești (2): Cobitis bilineata, Lethenteron zanandreai

Pe lângă speciile protejate, pe teritoriul sitului au mai fost identificate 1 specie de plante, 3 specii de amfibieni.